# 辻井南青紀
辻井 南青紀（つじい なおき、1967年 - ）は、日本の小説家、京都造形芸術大学准教授。兵庫県生まれ。本名・辻井直樹。早稲田大学第一文学部仏文科卒。読売新聞記者、NHKディレクターを経験したのち、2000年「無頭人」で第11回朝日新人文学賞受賞。

## 著書
- 無頭人 朝日新聞社 2000.10
- アトピー・リゾート 講談社 2002.12
- イントゥ・ザ・サーフィン 講談社 2004.7
- ミルトンのアベーリャ 講談社 2006.1
- 蟲師 漆原友紀原作 講談社 2007（KCノベルス）
- 特命係長 只野仁 最後の劇場版 ノベライズ 柳沢きみお原作 グリーンアロー出版社 2008